# Angelo Caroli
Angelo Caroli, nato con il nome di Angelo Carota (L'Aquila, 7 aprile 1937 – Torino, 17 novembre 2020), è stato un giornalista, scrittore e calciatore italiano, di ruolo difensore o attaccante.

## Biografia
Nasce all'Aquila con il cognome di «Carota». Vive in Abruzzo sino all'età di 18 anni, risiedendo in una casa di via Fortebraccio, nel centro storico della città natia, e frequentando il liceo classico Domenico Cotugno. Nell'estate del 1955, a causa del trasferimento del padre, insegnante, a Torino, segue la famiglia in Piemonte dove coniuga l'attività calcistica con gli studi al liceo classico Massimo d'Azeglio; in questo periodo cambia il proprio cognome in «Caroli». Si stabilirà definitivamente nel capoluogo piemontese per la sua successiva carriera di giornalista e scrittore.

## Carriera

### Giocatore

Da sinistra: Caroli padre e figlio, Gianpiero Combi e Umberto Agnelli di ritorno dalla trasferta di Bologna, dopo l'unico gol in Serie A di Angelo.

Dopo gli inizi in varie discipline dell'atletica leggera — tra le altre cose, sedicenne, vinse il titolo italiano di terza categoria nel salto in lungo —, intraprese la carriera calcistica nelle file del club della sua città, L'Aquila militante nel campionato di IV Serie, dove venne dapprima schierato come stopper, giovando delle sue qualità fisiche, e successivamente adattato a centravanti stante l'infortunio del titolare designato, ruolo quest'ultimo in cui si mise in luce a 17 anni segnando molti gol. Notato da Ermes Muccinelli dopo aver saltato un provino con la Lazio, arrivò alla Juventus, acquistato per 4 milioni di lire, dove fu inserito nella rosa della squadra Ragazzi allenata da Sandro Puppo.
Nella stagione 1955-1956 poté esordire con la prima squadra della Vecchia Signora, a Bologna, e nella sua prima gara in Serie A mise a segno il suo primo, e unico, gol nel massimo campionato; il giorno dopo tornò in classe per il compito di greco. La stagione successiva collezionò altre presenze in A, arrivando a quota otto.
A campionato 1957-1958 iniziato, nel mese di novembre si trasferì al Catania, in Serie B, dove andò in gol al debutto ma poi si infortunò e fu costretto a ingessarsi, restando fermo. La stagione successiva andò alla Lucchese, in Serie C, quindi nell'annata 1959-1960 fu la volta del Pordenone dove l'allenatore Giovanni Varglien ebbe l'intuizione di arretrarlo nuovamente in difesa, impostandolo come terzino. Sicché, dopo un campionato positivo in questo nuovo ruolo sulla fascia, Caroli tornò alla base a Torino.
Nella stagione 1960-1961 fece parte della rosa juventina che vinse lo Scudetto grazie ai campioni del Trio Magico, ovvero l'italo-argentino Omar Sívori, cui l'aquilano servì un assist durante un derby della Mole, il gallese John Charles e l'italiano Giampiero Boniperti, quest'ultimo alla sua ultima stagione da giocatore. Dalla società bianconera incassò anche il premio per la vittoria tricolore di 500.000 lire. L'anno successivo rifiutò il rinnovo del contratto, chiedendo un ingaggio più alto, e per questo fu inizialmente messo fuori rosa; successivamente reintegrato, fece in tempo a disputare la sua prima e unica gara internazionale, l'esordio in Coppa dei Campioni contro il Panathīnaïkos, prima di lasciare definitivamente la società piemontese a fine stagione.
(Angelo Caroli, Ho conosciuto la Signora, Graphot, 1987, p. 182)
Dopo un ultimo anno al Lecco, in B, Caroli decise di ritirarsi dal calcio giocato.

### Dopo il ritiro

Caroli (a destra) negli anni 1980 con il numero dieci juventino dell'epoca, Michel Platini.

Appesi gli scarpini bullonati al chiodo, Caroli si sposò e, dopo avere lasciato la facoltà di legge per laurearsi all'ISEF, ricevette un incarico di insegnante a Torino. Tuttavia, ben presto la carriera giornalistica prese il sopravvento.
Dal 1968 fu cronista di Tuttosport e inviato al campionato del mondo 1974 in Germania Ovest.
Nel 1976 arrivò l'assunzione alla Stampa Sera, con cui Caroli seguì i principali avvenimenti sportivi degli anni Ottanta, saltando però per problemi di salute proprio il campionato del mondo 1982 in Spagna, vinto dall'Italia.
Fu inviato anche ai campionati mondiali di Argentina 1978 e Messico 1986, al campionato d'Europa 1988 in Germania Ovest, alle finali di Coppa Campioni della Juventus di Atene 1983 e Bruxelles 1985, quest'ultima funestata dalla strage dell'Heysel, e alla finale di Coppa Intercontinentale 1985 a Tokyo.
Rimasto sempre legato al mondo juventino, collaborò per anni con l'house organ della società, Hurrà Juventus, e scrisse anche alcuni libri incentrati sulle vicende bianconere e i suoi protagonisti; nel 2006, nel corso dello scandalo Calciopoli, ha scritto una lettera al suo ex giornale Tuttosport chiedendo alla società di difendere la storia juventina e non abbandonarla.
(Angelo Caroli, lettera a Tuttosport.)

## Palmarès
- Campionato italiano: 1

Juventus: 1960-1961

## Opere
- Angelo Caroli, Ho conosciuto la Signora, Torino, Graphot Editrice, 1987.
- La quinta stagione, Torino, Graphot, 1988
- Il mare dei pianeti, Torino, Graphot, 1990
- Il marchio, Piazza D., 1991
- Brahms opera 77. Doppia morte in agguato, Piazza D., 1995
- Evaso all'orizzonte, Genesi, 1995
- Fischia il Trap. Vittorie e tormenti di un re della panchina, Limina, 1996
- Il grido, Limina, 1998
- Scacco matto sotto la Mole, Fogola, 1999
- Da Coppi a Pantani. Bici: grandi imprese, Torino, Graphot, 1999
- Rien ne va plus. Veleni al casinò, Fogola, 2000
- La donna nel pallone, Torino, Graphot, 2000
- Misteri del Po. Ho ucciso io Rebecca, Fogola, 2002
- Delitti alla Sacra di San Michele, Fogola, 2003
- Prigioniera del buio. Il giustiziere della collina, Fogola, 2004
- Il volo della farfalla dalle piume azzurre. Il killer della Sindone, Fogola, 2005
- Le voci dell'amore, Pintore, 2005
- Il fuoco e la vendetta (con Giorgio Diaferio), Pintore, 2006
- Questioni di cuore (con Patrizia Durante), Pintore, 2007
- I baci del diavolo (con Patrizia Durante), Pintore, 2007
- L'urlo di Halloween, Fogola, 2009
- I graffi della felicità, Genesi, 2011